# Euryhapsis fuscipropes
Euryhapsis fuscipropes är en tvåvingeart som beskrevs av Ole Anton Saether och Wang 1993. Euryhapsis fuscipropes ingår i släktet Euryhapsis och familjen fjädermyggor. Inga underarter finns listade i Catalogue of Life.